# オスカル・ブライソン
オスカル・ブライソン（スペイン語: Óscar René Brayson Vidal、1985年2月10日 - ）は、キューバのカマグエイ出身の男子柔道家。身長188cm。体重135kg。

## 来歴
2008年の北京オリンピックで銅メダルを獲得した。
2009年の世界選手権では決勝でフランスのテディ・リネールの前に敗れたが2位となった。ロンドンオリンピックでは準々決勝でリネールに敗れるなどして7位にとどまった。

## 主な戦績
- 2005年 - 世界選手権　5位
- 2006年 - パンナム選手権　100kg超級　2位　無差別　2位
- 2006年 - 青島国際　無差別　優勝
- 2007年 - パンナム選手権　100kg超級　2位　無差別　2位
- 2007年 - パンアメリカン競技大会　優勝
- 2007年 - 世界選手権　7位
- 2008年 - チェコ国際　優勝
- 2008年 - パンナム選手権　100kg超級　2位　無差別　優勝
- 2008年 - 北京オリンピック　3位
- 2008年 - 嘉納杯　3位
- 2009年 - グランプリ・ハンブルク　2位
- 2009年 - パンナム選手権　100kg超級　優勝　無差別　2位
- 2009年 - 世界選手権　2位
- 2009年 - グランドスラム・東京　5位
- 2010年 - パンナム選手権　優勝
- 2010年 - グランドスラム・東京　5位
- 2011年 - グランドスラム・パリ　3位
- 2011年 - パンナム選手権　優勝
- 2011年 - 世界選手権　5位
- 2011年 - パンアメリカン競技大会　優勝
- 2012年 - ワールドカップ・オーバーヴァルト　優勝
- 2012年 - ワールドカップ・マイアミ　優勝
- 2012年 - ロンドンオリンピック　7位
- 2013年 - パンナム選手権　2位
- 2013年 - 世界選手権　7位
- 2014年 - パンナム選手権　2位
- 2014年 - グランプリ・ハバナ　3位